# Summit (Arkansas)
Summit – miasto w Stanach Zjednoczonych, w stanie Arkansas, w hrabstwie Marion.